# Fender Deluxe
Der Fender Deluxe Gitarrenverstärker von Fender wurde von Anfang 1948 bis 1966 produziert. Sein Vorgänger war das Fender Modell 26 Woodie, das von 1946 bis 1948 produziert wurde.

## Tweed Deluxe

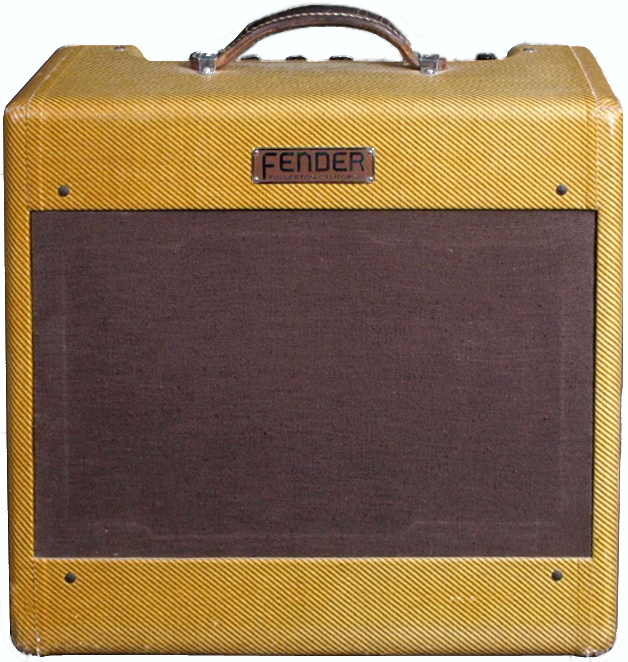
Fender „Tweed“ Deluxe 1953

Der Fender Deluxe Amp der 1950er Jahre war ein medium-powered-Gerät, konzipiert für Gitarristen in kleineren Gruppen. Als Blues-, Western- und Rockabilly-Bands anfingen, immer lauter zu werden, fand der übersteuerte Ton eines „aufgerissenen“ Deluxe seinen Weg auf unzählige Live-Auftritte und Aufnahmen. Bis heute verwenden Spieler aller erdenklichen Stile diese „Ton-Maschine“ wegen ihres unverwechselbaren reichen Röhren-Klangs.
Die früheste Version des Deluxe war der 5A3 und es wird öfters erwähnt, er hätte Ähnlichkeiten mit der Vorderseite eines Fernsehgerätes (TV Front), aufgrund der breiten Blenden rund um die Grillverkleidung herum, was dem Aussehen der Fernsehgeräten der 1950er Jahre entsprach. Dies galt auch für den kleineren Studenten- und Studio-Verstärker Fender Princeton, welcher im Jahr 1946 eingeführt und im Jahr 1948 modernisiert wurde. Spätere Versionen des Deluxe waren das Wide Panel Cabinet Design 5B3, 5C3 und 5D3, gefolgt von dem Narrow Panel Cabinet 5E3. Der Deluxe war der beliebteste der von Fender hergestellten Tweed-Verstärker.
Er ist mit einem 12 Zoll-Lautsprecher relativ klein. Er besitzt vier Eingänge und zwei Kanäle. Jeder Kanal verfügt über einen Lautstärkeregler. Beide Kanäle teilen sich eine Klangregelung. Die Eingänge und Steuerelemente sind auf der Oberseite des Verstärkers angebracht. Er wird oft als der Tweed Deluxe wegen seiner Verkleidung bezeichnet – ein hellbraunes Material, das eigentlich ein Baumwoll-Twill und häufig lackiert ist.
Zu der Zeit produzierte Leo Fender Verstärker mit der Absicht, dass der Verstärker auch bei hohen Lautstärken im Klang sauber (unverzerrt) bleibt. Der Tweed Deluxe ist allerdings nicht dafür bekannt einen unverzerrten Ton bei hohen Lautstärken zu liefern, und daher wurde er als ein Verstärker mittlerer Leistung betrachtet. Ironischerweise ist aber genau der gesättigte Ton, den dieser Verstärker bei höheren Lautstärken produziert, der Grund, warum er einer der berühmtesten Verstärker wurde, den Fender jemals hergestellt hat. Es ist Teil des Signature Tones vieler Musiker, ein paar bemerkenswerte Beispiele sind Larry Carlton, Don Felder, Billy Gibbons und Neil Young.
Für einen Fender-Verstärker ungewöhnlich, hat der Deluxe (Modelle 5D3 und 5E3) beides, eine Endstufe ohne Gegenkopplung (englisch negative feedback) und mit einer Arbeitspunkteinstellung über einen Kathodenwiderstand (eine unverwechselbare Kombination, die er mit dem Vox AC30 teilt). Die meisten Fender-Verstärker mit Gegentaktendstufe verwenden im Gegensatz dazu eine von der Lautsprecherwicklung des Ausgangstransformators gespeiste Gegenkopplung der Endstufe, um so mehr Headroom (also einen größeren Amplitudenbereich unverzerrter Ausgangssignale) zu ermöglichen, bevor die Endstufen-Verzerrung beginnt. Um den Aussteuerbereich zu vergrößern wird normalerweise auch anstelle der Arbeitspunkteinstellung mit Kathodenwiderstand die Methode der negativen Gittervorspannung gewählt. Diese, bei den De Luxe Modellen abweichenden, Aspekte der Schaltung liefern einen wesentlichen Beitrag zu dem komplexen und rauen Klang eines übersteuerten 5E3 Deluxe bei, vor allem im Vergleich zu anderen Fender Verstärkern. Das frühere 5C3 Modell benutzte Feedback, obwohl es ebenfalls mittels Kathodenvorspannung arbeitete.
Der Verstärker hat einen 5Y3 Gleichrichter, zwei 6V6GT Strahltetroden als Endstufenröhren, die im Gegentaktmodus betrieben werden, und eine 12AY7 sowie eine 12AX7 Doppeltriode in der Vorstufe. Die maximale Ausgangsleistung beträgt etwa 15 Watt.
Es existieren Unternehmen, die Kopien oder Varianten des Verstärkers anfertigen; entweder als Bausätze oder als fertige Verstärker.

## Brown Deluxe
Zwischen 1959 und 1961 begann Fender mit der „Neu-Aufmachung“ mehrerer ihrer bestehenden Amp-Modelle, indem sie in einem hellbraunen Material, bekannt als Tolex, eingekleidet wurden. Außerdem wurden die Steuerflächen von der oberen Rückseite des Gehäuses an die Front versetzt. Diese Verstärker werden als die Brown oder Brownface Fender Amps bezeichnet. Der Deluxe war ein solches Modell, das diesen Übergang im Jahr 1961 vollzog. Die Schaltung wurde ebenfalls verändert, um einen Tremolo-Effekt einzufügen, und der Ausgang wurde auf etwa 20 Watt erhöht. Die Röhrenkombination des Vorverstärkers wurden zu einem Trio von 12AX7 geändert, und die Gleichrichter wurde zu einer potenten GZ34 Röhre verändert. Das Paar von 6V6GT Röhren blieb das gleiche, obwohl die Schaltungsarchitektur von „Kathode“ zu einem „nicht-einstellbaren festen Zustand“ verändert wurde. Die Schaltungs-Nummer wurde auf 6G3 verändert und Fender baute und kleidete fortwährend den Deluxe mit dieser Schaltung und Aufmachung bis 1963.

## Blackface Deluxe

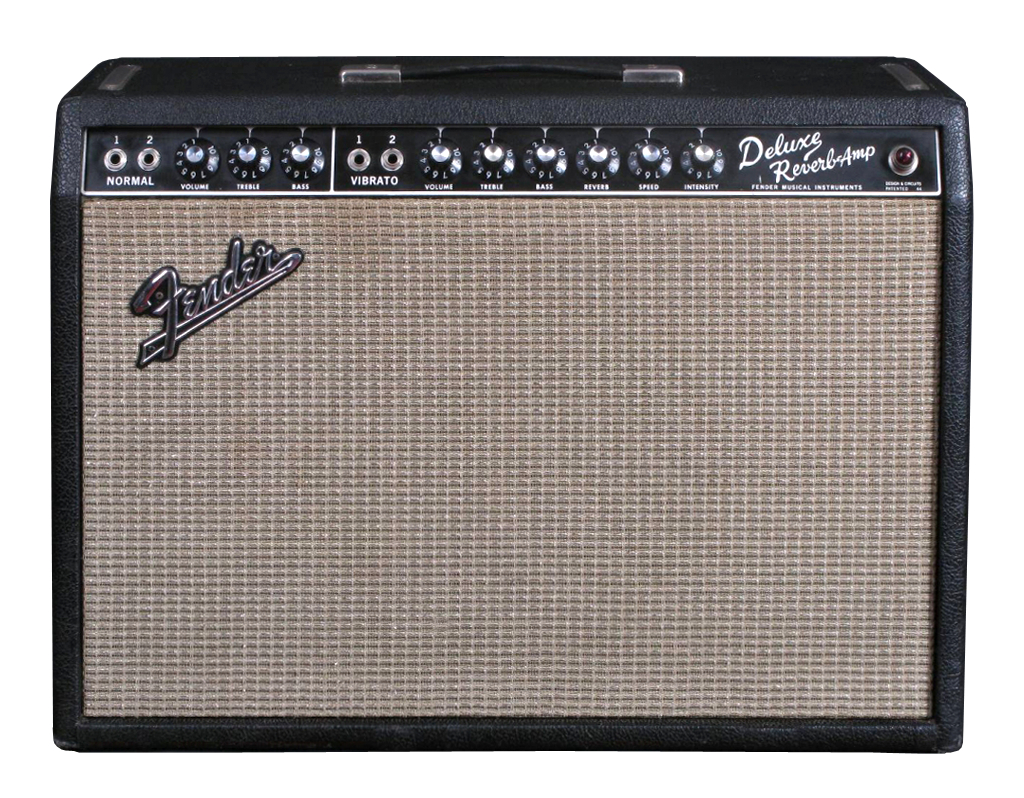
Fender „Blackface“ Deluxe Reverb 1965

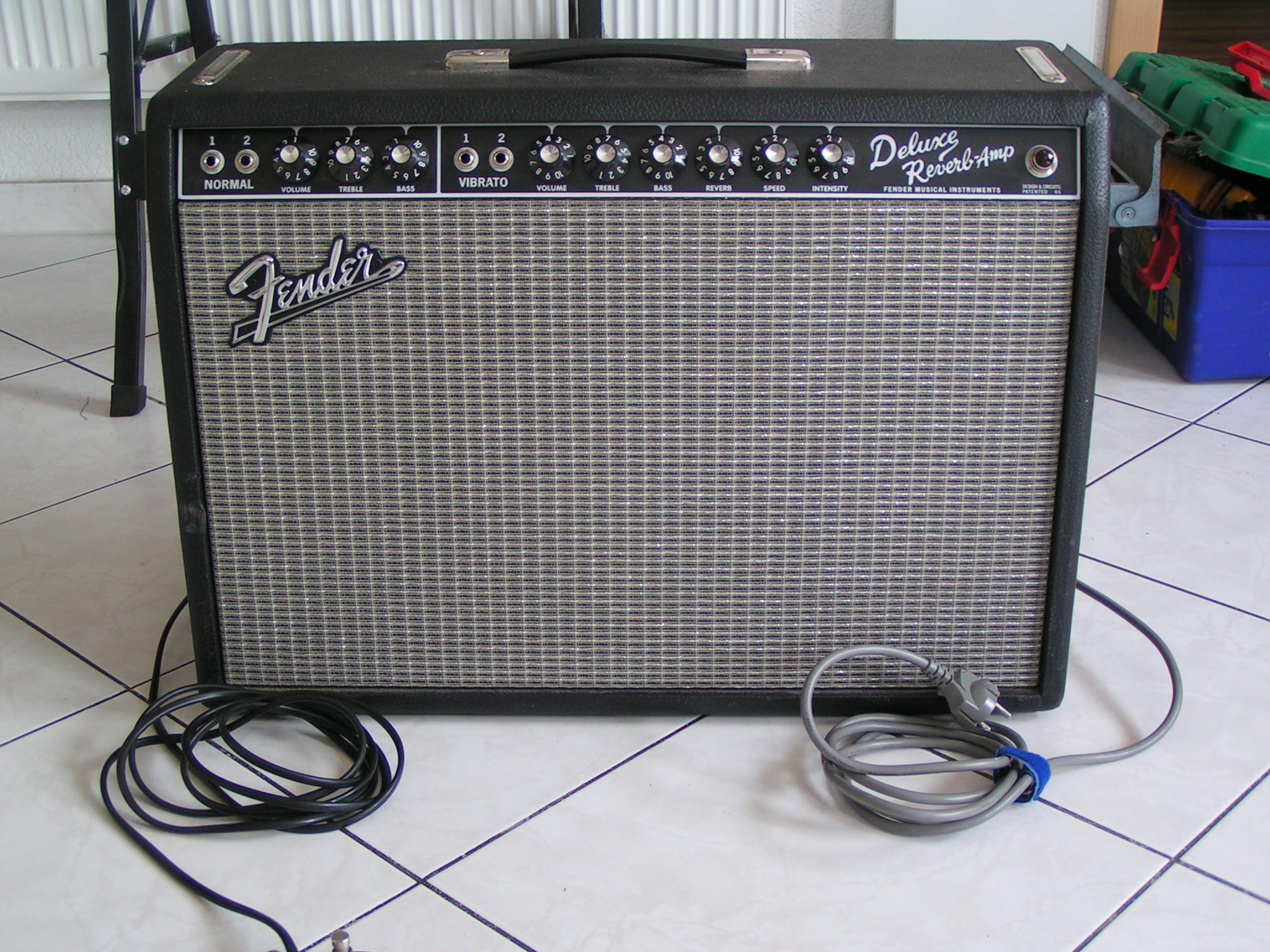
Fender Deluxe Reverb

Zwischen 1963 und 1964 änderte Fender erneut das Erscheinungsbild seiner Verstärker. Die Farbe des Tolex-Überzugs wurde in Schwarz geändert und die Bedienknöpfe mit Zeiger und Zahlen auf der Frontplatte wurden in Bedienknöpfe geändert, bei denen die Zahlen auf den Reglern stehen. Dieser Typ wird als der „Blackface“ Verstärker bezeichnet. Dem Deluxe wurde sein neues Aussehen im Jahr 1963 gegeben und wieder einmal hat sich die Schaltkreisbezeichnung geändert; auf „AA763“. Dem Preamp der umbeschrifteten Normal- und Vibrato-Kanäle wurde eine volle 12AX7 geschenkt sowie dem Oszillator für den Tremolo-Effekt, eine 12AT7 Röhre als Phasenwechselrichter, und individuelle Höhen- und Bass-Reglern anstelle einzelner Klangregler für jeden Kanal. Die Ausgangsschaltung blieb bestehen, aber ein Potentiometer wurde eingefügt, um das Einstellen der Vorspannung einfacher zu gestalten. Der Output wurde des Weiteren auf 22 Watt erhöht.
Als Fender den Deluxe im Jahr 1963 neu gestaltete, wurde ein Nebenmodell entwickelt, welches über einen integrierten Federhall verfügte, auf diesem Weg kam die Geburt des Fender Deluxe Reverb zustande. Während sich der Deluxe Reverb für viele Jahre fortwährend erweiterte, brach Fender das Basis Deluxe Modell im Jahr 1966 ab.

## Neuauflagen
In den Jahren von 2007 bis 2012 legte Fender's Custom Shop-Abteilung den 5E3 Deluxe in seiner ursprünglichen Tweed-Optik unter der Bezeichnung Fender '57 Deluxe Amp neu auf.
Im Jahr 2012 legte Fender ein Artist Signature-Modell auf, dessen Schaltung auf der des 5E3 basiert, jedoch mit der Zugabe eines Tremolo-Effekts. Das Modell trägt den Namen Fender Eric Clapton (oder EC) Tremolux.
Im Jahr 2014 führte Fender's Custom-Shop eine Top-Version des 5E3 Deluxe in ihrer Produktreihe auf, genannt Fender '57 Deluxe Head.